# Apple Mouse

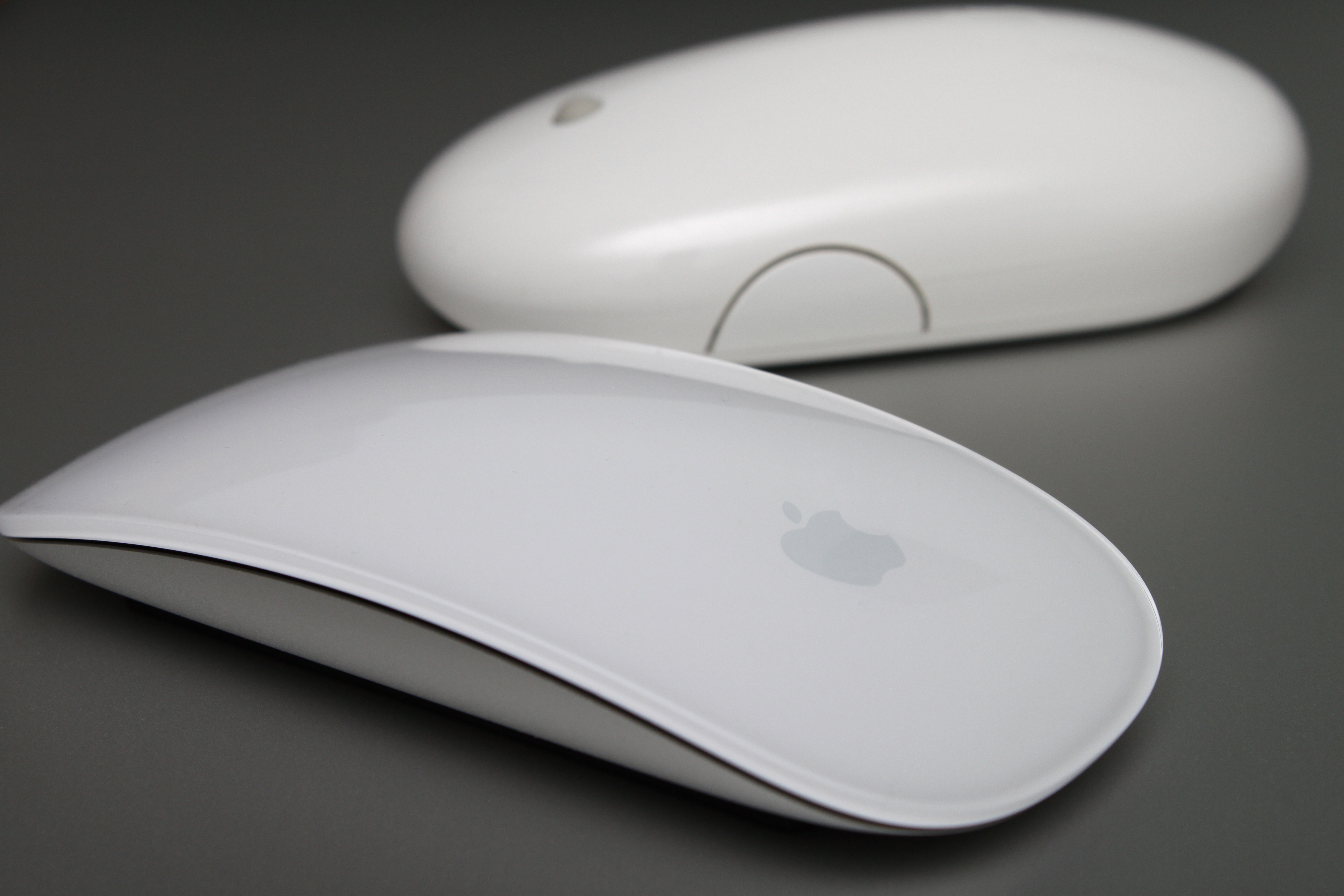
Comparación del Magic Mouse (el ratón de abajo) y el Mighty Mouse

Apple Inc. ha producido y vendido docenas de ratones y otros dispositivos apuntadores. A lo largo de los años, Apple ha mantenido una forma y una función distintivas con sus ratones que reflejan sus lenguajes de diseño en ese momento. Los dispositivos apuntadores actuales de Apple son el Magic Mouse (anteriormente conocido como Magic Mouse 2) y el Magic Trackpad (anteriormente conocido como Magic Trackpad 2).

## Características

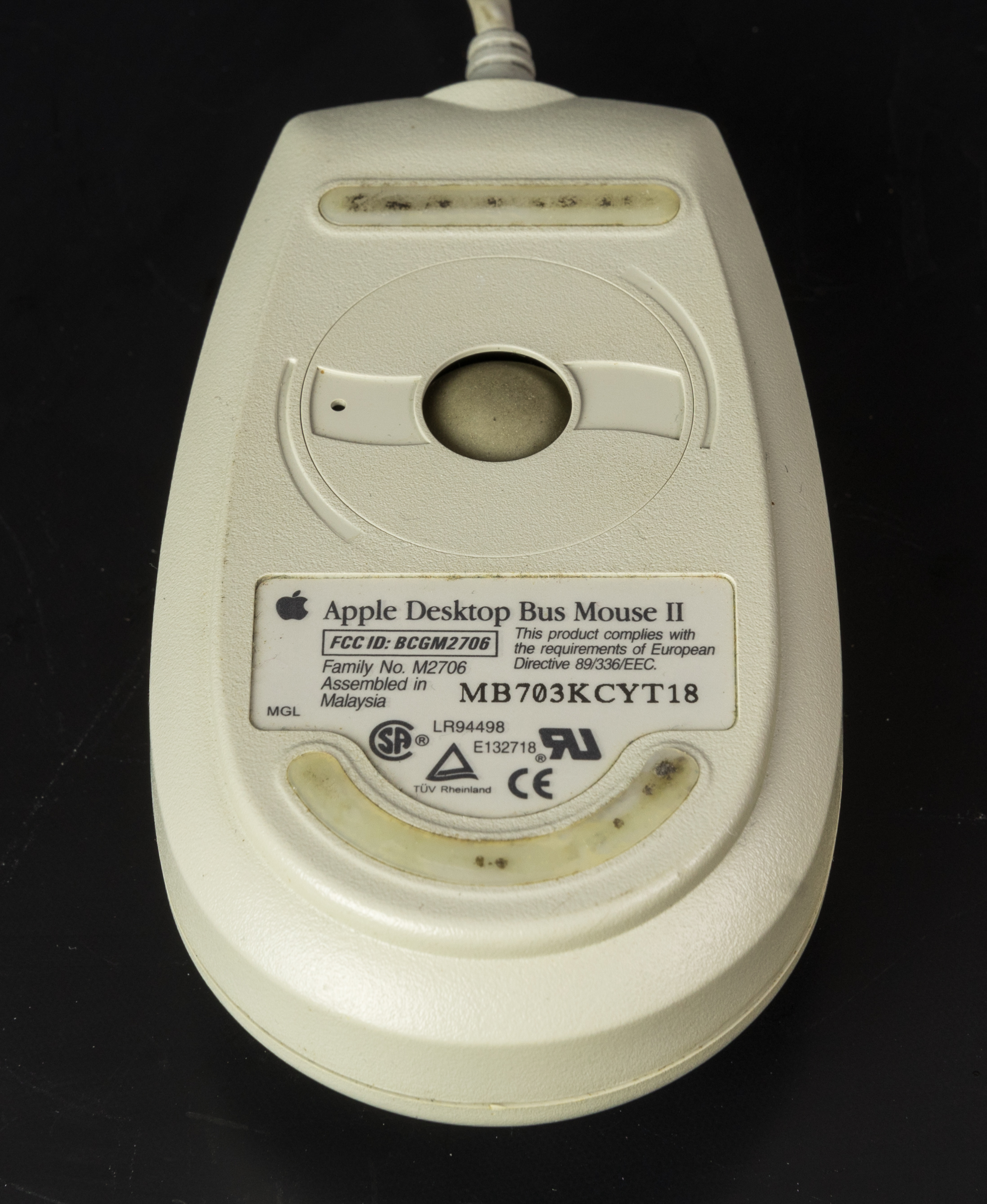
Mecanismo de pelota tradicional

Los ratones fabricados por Apple típicamente empatizaron un uso de una interfaz de control de un solo botón. No era hasta que en 2005 que Apple introdujo un ratón que presentaba una bola de desplazamiento y cuatro botones "programables."
Todos los ratones fabricados por Apple contenían un mecanismo de control de seguimiento de bolas hasta el año 2000, cuando Apple comenzó a utilizar mecanismos de seguimiento ópticos. El último ratón de Apple utiliza un seguimiento de láser.

## Historia
En 1979, Apple estaba planeando un ordenador empresarial y organizó una visita con el centro de búsqueda de Xerox Parc para ver algunas de su tecnologías experimentales. Era allí donde ellos descubrieron el ratón, inventado por Douglas Engelbart mientras trabajaba en SRI International (SRI); el ratón posteriormente había sido incorporado a la interfaz de usuario gráfica (GUI) utilizó en el Xerox Alto. Durante una entrevista, Engelbart dijo: "SRI patentó el ratón, pero ellos realmente no tenian ninguna idea de su valor." Unos años más tarde se enteró de que habían autorizado a Apple por  algo como $40,000. Apple estaba tan inspirado en el ratón que ellos desecharon sus planes actuales y rediseñaron todo alrededor del ratón y GUI.
Uno de los mayores problemas era que el ratón Xerox de tres botones costaba más de 400 dólares, lo que no era práctico para una computadora personal de consumo. Apple encargó a Hovey-Kelley Design (que luego se convirtió en IDEO) que les ayudara con el diseño del ratón, que no solo tuvo que ser rediseñado para que costara 25 dólares en lugar de 400 dólares, sino que también tuvo que probarse con consumidores reales fuera de un entorno de laboratorio para aprender cómo la gente estaba dispuesta a usarlo. Cientos de prototipos más tarde, Apple se decidió por un mouse de un solo botón, aproximadamente del tamaño de un mazo de cartas. Con el diseño completo, el sistema operativo se adaptó para interactuar con el diseño de un solo botón usando pulsaciones de teclas en combinación con clics de botones para recrear algunas de las funciones deseadas del diseño original de tres botones de Xerox.
Con el diseño del ratón de un solo botón establecido durante casi 25 años, la historia del Apple Mouse es básicamente un museo de diseño y ergonomía. El ratón original era esencialmente un bloque rectangular de beige variado y color y perfil gris durante aproximadamente una década. No mucho después, se rediseñó para que fuera ligeramente angular por la parte superior; este ratón se llama comúnmente "ratón trapezoide" por su ligera forma trapezoidal en la parte inferior. En 1993, Apple rediseñó el paquete para que tuviera forma de huevo, que fue ampliamente copiado en la industria. Sin embargo, seguía siendo una herramienta disponible solo en gris corporal o (raramente) negro. Con el lanzamiento del iMac en 1998, el ratón estuvo disponible en una variedad de colores translúcidos. Apple también completó la transición a un diseño completamente circular.
Dos años después, Apple volvió a adoptar una forma más elíptica y un diseño monocromático en blanco y negro. El mecanismo de seguimiento de la bola de goma se actualizó con un sistema óptico de estado sólido y su único botón se movió fuera de la vista hacia la parte inferior del mouse. Manteniéndose al día con las tendencias tecnológicas, Apple se volvió inalámbrico en 2003 y dos años después, aunque manteniendo su estilo de diseño icónico, rompió su implementación más controvertida en el concepto de mouse y, por primera vez, lanzó un mouse de "ningún botón" con cinco sensores electrostáticos programables y una bola de desplazamiento integrada. Aunque el mercado de accesorios de Macintosh había previsto estas opciones a los usuarios más exigentes durante décadas, la propia Apple solo las hizo complementarias con sus ofertas después del paso de mucho tiempo.

## Compatibilidad
Todos los ratones con Bluetooth de Apple tienen compatibilidad cruzada con casi todas las computadoras compatibles con Bluetooth, aunque Apple no los admite para su uso en PC.
Los ratones USB de Apple también son compatibles con casi todas las máquinas equipadas con USB.

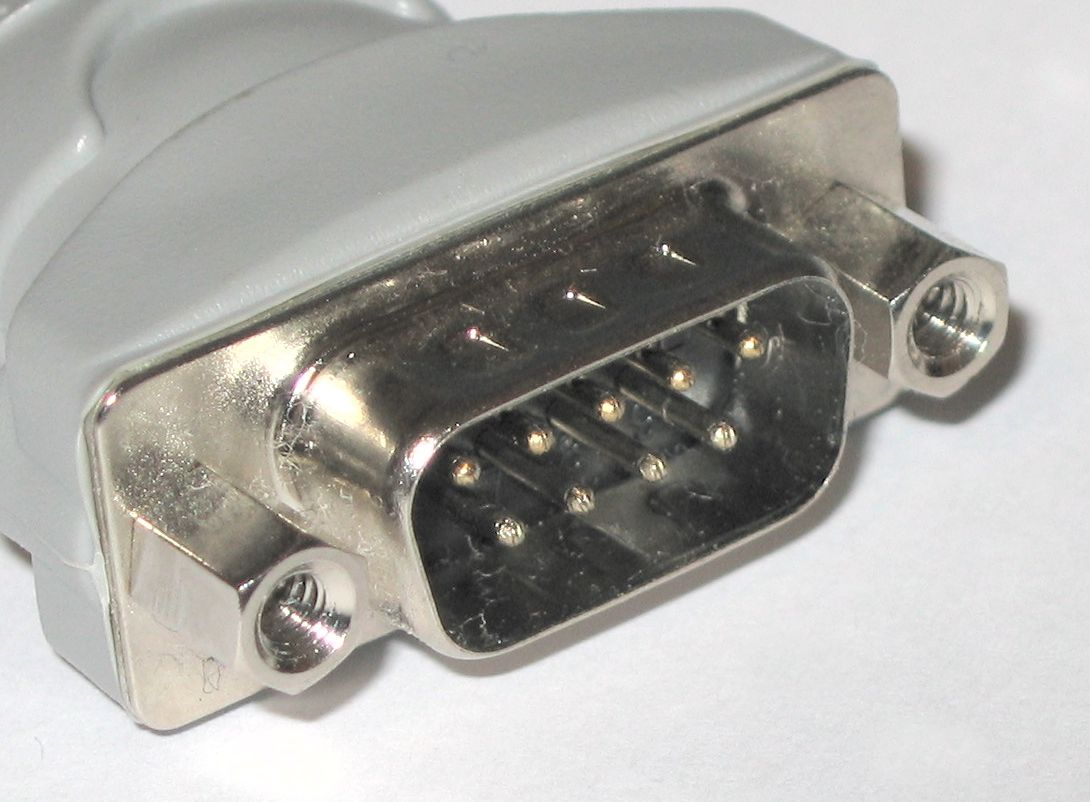
Conector serie DE-9

Antes de USB, Apple creó la interfaz Apple Desktop Bus (ADB). Aunque algunos otros fabricantes (NeXT, etc.) licenciaron la tecnología de Apple y los ratones ADB eran completamente intercambiables entre ellos, la interfaz de ratón que IBM introdujo en la PS/2 llegó rápidamente a dominar el mercado y aplastó a toda la competencia. Los adaptadores ADB a PS/2 siempre fueron extraordinariamente raros, mientras que los primeros años de la transición de Apple a USB trajeron consigo una gran cantidad de populares adaptadores USB a ADB.
Los primeros ratones de Apple usaban una conexión DE-9 que transportaba señales en cuadratura. Como el ordenador personal aún estaba en su infancia sin estándares, los ratones de Apple podían usarse en cualquier sistema capaz de usar un mouse de cuadratura de este tipo, en combinación con un cable empalmado o adaptador según fuera necesario. 

## Modelos

### Lisa Mouse
A9M0050

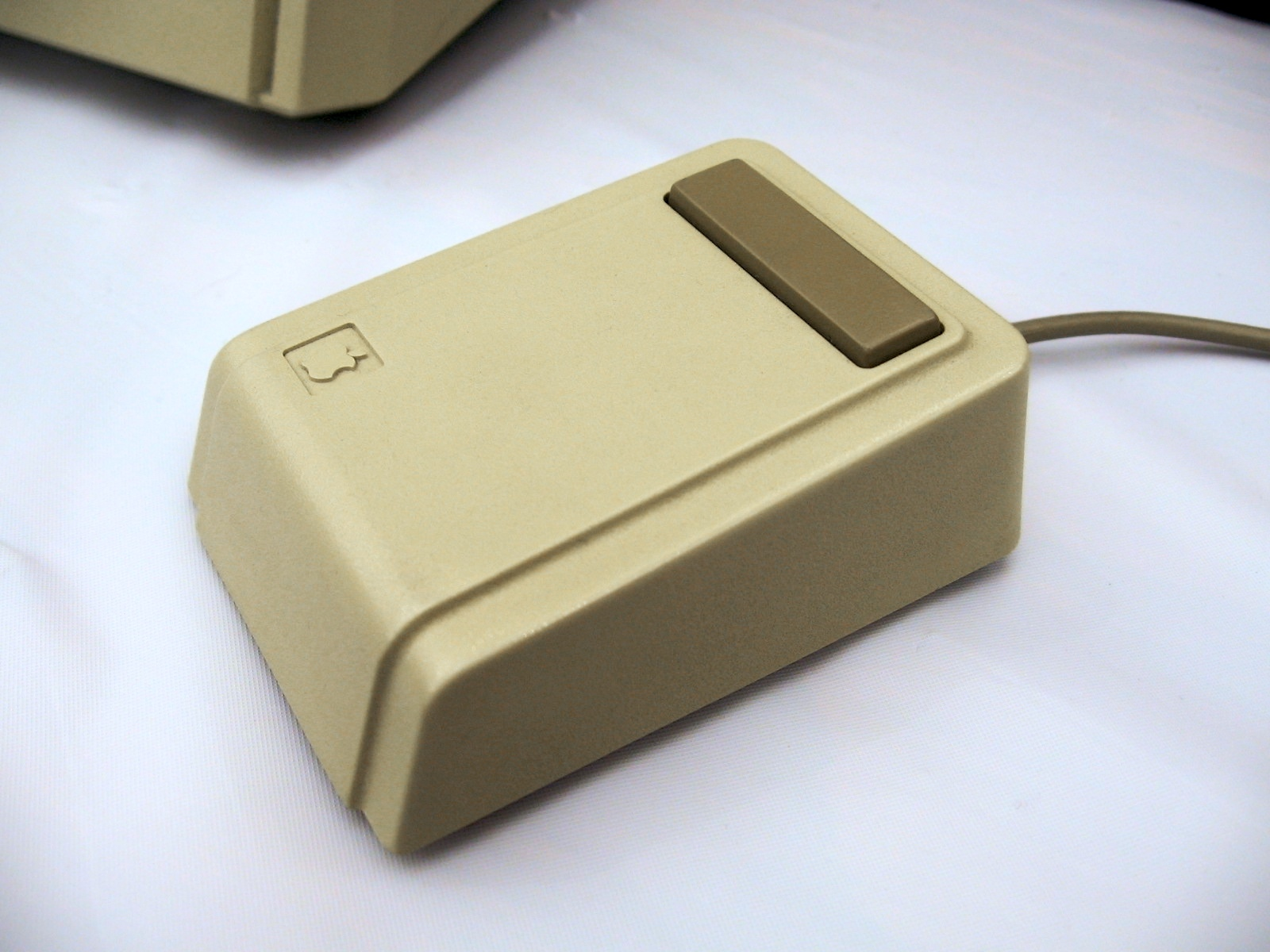
Lisa Mouse

El ratón creado para el Apple Lisa fue uno de los primeros ratones comerciales vendidos. Incluido con el sistema Lisa en 1983, se basó en el mouse utilizado en la década de 1970 en el ordenador Alto en el Xerox PARC. Lo único en este mouse fue el uso de una bola de acero, en lugar del caucho habitual que se encuentra en los ratones posteriores y modernos. Se conectó al ordenador por medio de un DE-9 estándar y un conector único de apretar-soltar. Aunque fue desarrollado por Apple, en realidad fue diseñado por una empresa externa, Hovey-Kelley (rebautizada como IDEO en 1991), que construyó cientos de prototipos y realizó pruebas exhaustivas con grupos focales para crear el dispositivo perfecto.  
Su perseverancia valió la pena, ya que no solo lograron el diseño a tiempo y dentro del presupuesto, sino que el dispositivo resultante permaneció prácticamente sin cambios durante casi 20 años. Fue este ratón el que estableció al ratón de Apple como un dispositivo de un solo botón durante más de 20 años. Se investigó y desarrolló cada aspecto del mouse, desde cuántos botones incluir hasta qué ruidoso debe ser el clic. El diseño original de la caja fue de Bill Dresselhaus y adquirió un sabor casi de Art déco con sus líneas curvas formales para coordinar con el Lisa. 

### Macintosh Mouse
M0100

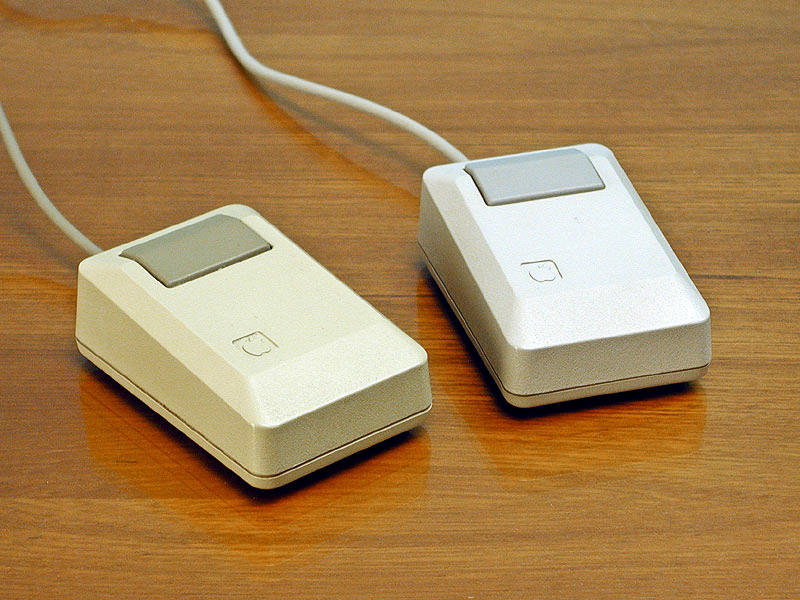
Ratón Macintosh (Beige y Platinum)

El ratón Macintosh se modificó poco con respecto a la versión original de Lisa y es completamente intercambiable. La carcasa era de un marrón ligeramente más oscuro que el color beige de Lisa y tenía líneas menos formales, con un bisel grueso alrededor de los bordes para hacer juego con la carcasa de Macintosh. Mecánicamente, la bola de acero de Lisa fue reemplazada por una bola de acero cubierta de goma, pero por lo demás conectada con los mismos conectores DE-9, aunque actualizados con una forma cuadrada y tornillos de mariposa estándar. Cuando Macintosh Plus debutó en 1986, Apple había realizado revisiones menores en el mecanismo del ratón y en todas las líneas de productos, unificando los conectores de los cables y uso una forma más redondeada. Al año siguiente, Apple unificó una vez más sus líneas de productos al adoptar un color gris "platino" uniforme para todos los productos. En 1987, este ratón tuvo su cambio de diseño final, actualizando su color a platino con acentos de "Humo" gris oscuro contrastantes y cambios menores en el mecanismo.

### Apple Mouse IIc

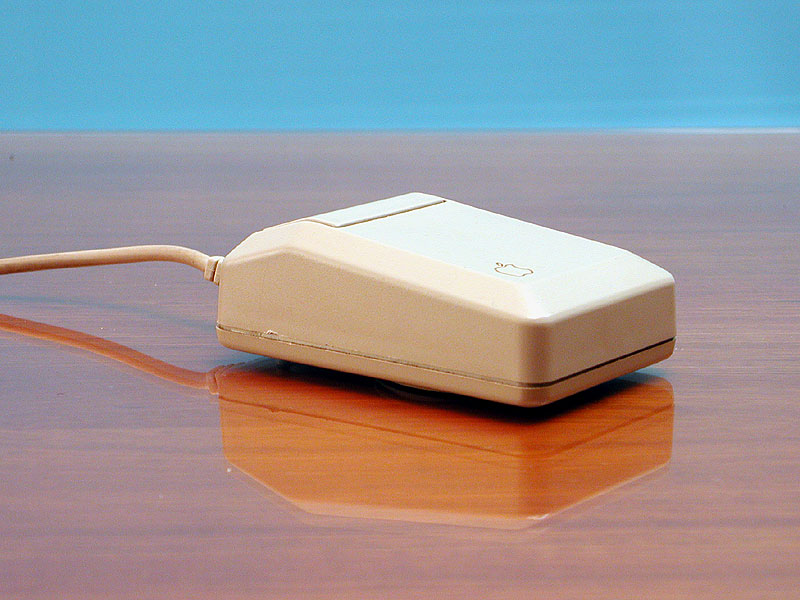
Apple Mouse (IIc)

M0100
Cuatro meses después del debut del ratón Macintosh, Apple IIc fue introducido con la adición de un ratón opcional para manipular texto estándar de 80 columnas. El ratón era similar al ratón Macintosh, aunque estaba en un color beige cremoso que coordinaba con la carcasa blanquecina brillante del IIc y tenía un diseño ligeramente modificado que era más elegante que la forma de bloque del Macintosh. También era uniformemente del mismo color, eliminando los acentos topo contrastantes de Mac & Lisa en el botón y el cable del mouse. A diferencia de Macintosh, el ratón IIc compartía un puerto de doble propósito con dispositivos de juego como joysticks. Para que el IIc supiera qué estaba enchufado, su ratón tenía que enviar la señal apropiada. A pesar de estas diferencias, tenía exactamente el mismo número de modelo que la versión para Macintosh.
A2M4015
Un Apple Mouse empaquetado para el IIc, coincidió con un cambio menor en el mecanismo del mouse y el estilo del conector.
A2M4035
En 1988 adquirió la misma apariencia física y color que el ratón Macintosh gris platino. A diferencia de sus predecesores, las versiones fabricadas en EE. UU. del ratón Platinum Macintosh/Apple IIc también funcionarán en el IIc. Todas las versiones del ratón IIc funcionarán con cualquier tarjeta Macintosh o Apple II. Como resultado, Apple vendió brevemente el modelo intermedio como Apple Mouse opcionalmente para usar en todas las plataformas.

### Apple Mouse II
M0100/A2M2050
A mediados de 1984, el compromiso de Apple de llevar el ratón a toda su línea de productos resultó en el lanzamiento de la tarjeta periférica Apple II Mouse Interface. Dado que se trataba de un puerto de ratón dedicado, Apple simplemente volvió a empaquetar el ratón Macintosh, pero con el mismo cable beige crema y el mismo conector que se usa en el ratón IIc y lo incluyó junto con un software especial llamado MousePaint para usar con Apple Computadoras II, II Plus y ordenadores IIe. Al igual que el ratón IIc original, usaba el mismo número de modelo que el ratón Macintosh. Sin embargo, a diferencia del ratón IIc, se puede intercambiar con la versión Macintosh, pero no se puede usar en el IIc. Debido a la popularidad de Macintosh y la escasez de ratones, Apple luego volvió a empaquetar el Apple Mouse IIc original en este paquete, ya que era compatible con varias plataformas. El AppleMouse II y sus sucesores nunca se incluyeron como equipo estándar en ninguna computadora.

### Apple Mouse
A2M4015
Dado que el Apple Mouse IIc original era compatible con todas las plataformas, Apple cambió el nombre del ratón en 1985 y lo ofreció como una compra opcional para todos los ordenadores y por separado de la tarjeta de interfaz Apple II. Presentaba un mecanismo actualizado y el nuevo conector de cable redondeado uniforme. Apple reutilizaría brevemente este nombre más tarde para un Apple Pro Mouse rediseñado.

### Apple Mouse IIe
A2M2070 Il
Para 1986, Apple había actualizado sus líneas de productos con nuevos conectores de cable. Con el Apple IIe ya teniendo tres años, el Apple Mouse II fue rediseñado solo para el IIe y esencialmente usó un ratón Macintosh reempaquetado sin modificaciones. Posteriormente también utilizaría la versión Platinum Macintosh. La versión fabricada en EE. UU. del ratón Platinum también es intercambiable con el ratón IIc de aspecto idéntico. 

### Apple Desktop Bus Mouse
G5431/A9M0331

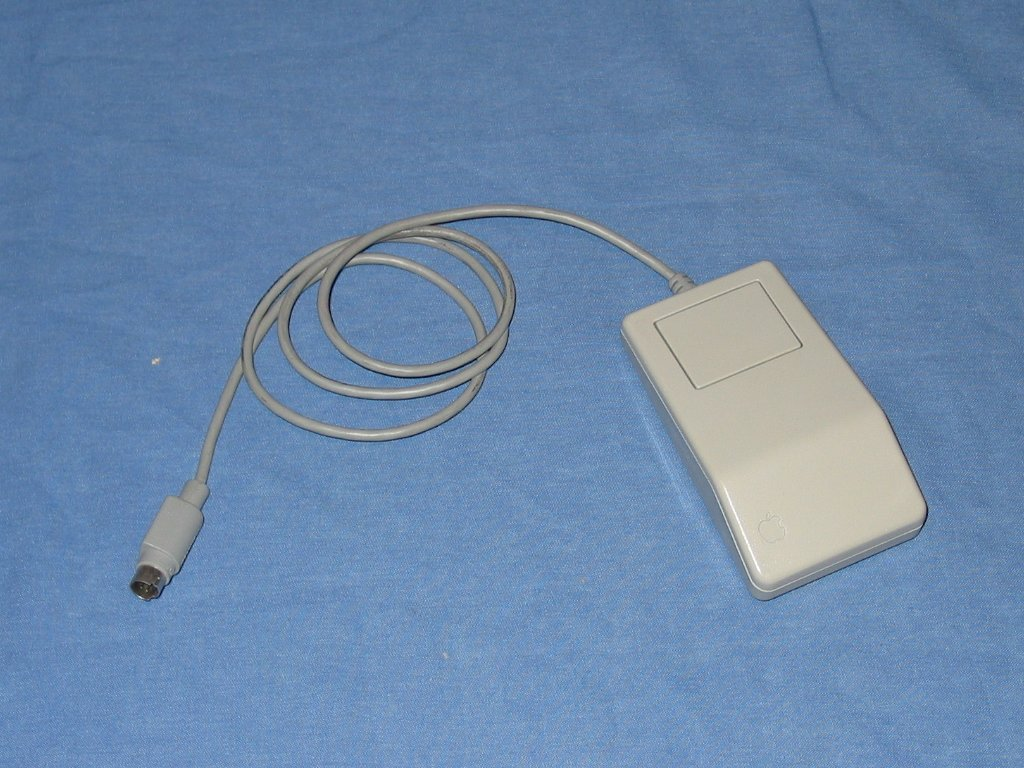
Ratón ADB

En septiembre de 1986, Apple continuó un año de grandes cambios al convertir sus ratones y teclados al Apple Desktop Bus (ADB). Rediseñado recientemente, este mouse retuvo la huella en bloque de su predecesor, pero tenía un perfil triangular más bajo. El primer ratón oficial con lenguaje de diseño de Snow White (el Apple Mouse IIc fue técnicamente el primero), tenía un color gris platino uniforme, incluyendo el botón único, y solo los cables y conectores conservaban el color gris oscuro contrastante "Humo". Se introdujo en el ordenador Apple IIGS y luego se convirtió en el ratón estándar incluido con todas las computadoras de escritorio Macintosh durante los siguientes seis años.
Se produjeron un total de 3 ratones de este tipo. El original fue fabricado en Taiwán con 2 variaciones. 1 se vendió con Apple IIGS con la designación de número de modelo A9M0331. El otro se vendió con Macintosh II y Mac SE con una designación de número de familia G5431. Además de los números de identificación de la FCC, ambos eran exactamente iguales y venían con una bola de seguimiento negra.
Los otros 2 se fabricaron en EE. UU. y Malasia con la designación de familia G5431. Ambos son idénticos al ratón fabricado en Taiwán con la excepción de la bola de ratón gris.

### Apple Desktop Bus Mouse II
M2706, M2707

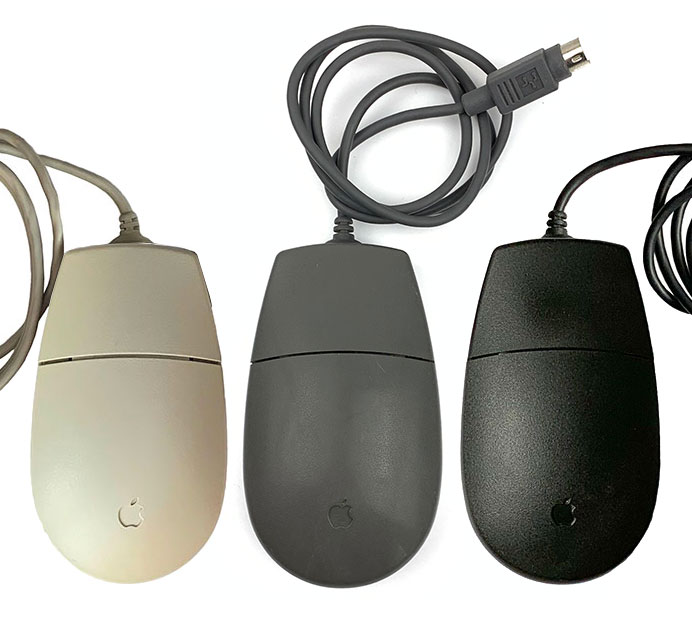
Apple Desktop Bus Mouse II color platino, gris y negro

En solo su tercer gran rediseño en diez años, el mouse de Apple cambió su exterior de bloques por curvas redondeadas. El llamado ratón lágrima era esencialmente el mismo que su predecesor, pero con un nuevo estuche que posteriormente se consideró como la forma ideal de los ratones. De hecho, el diseño básico se ha mantenido en los modelos actuales, además de ser ampliamente adoptado por otros fabricantes de ratones. Se incluyó con todas las computadoras de escritorio Macintosh desde 1993 hasta 1998 en color platino bajo el modelo M2706. También fue el primer mouse producido por Apple en negro para combinar con el Macintosh TV y el Performa 5420 vendido en negro; también bajo el modelo M2706. En 1993 se lanzó una versión gris oscuro como un accesorio codificado por colores para la serie PowerBook 100 con el modelo M2707.

### Apple USB Mouse
M4848

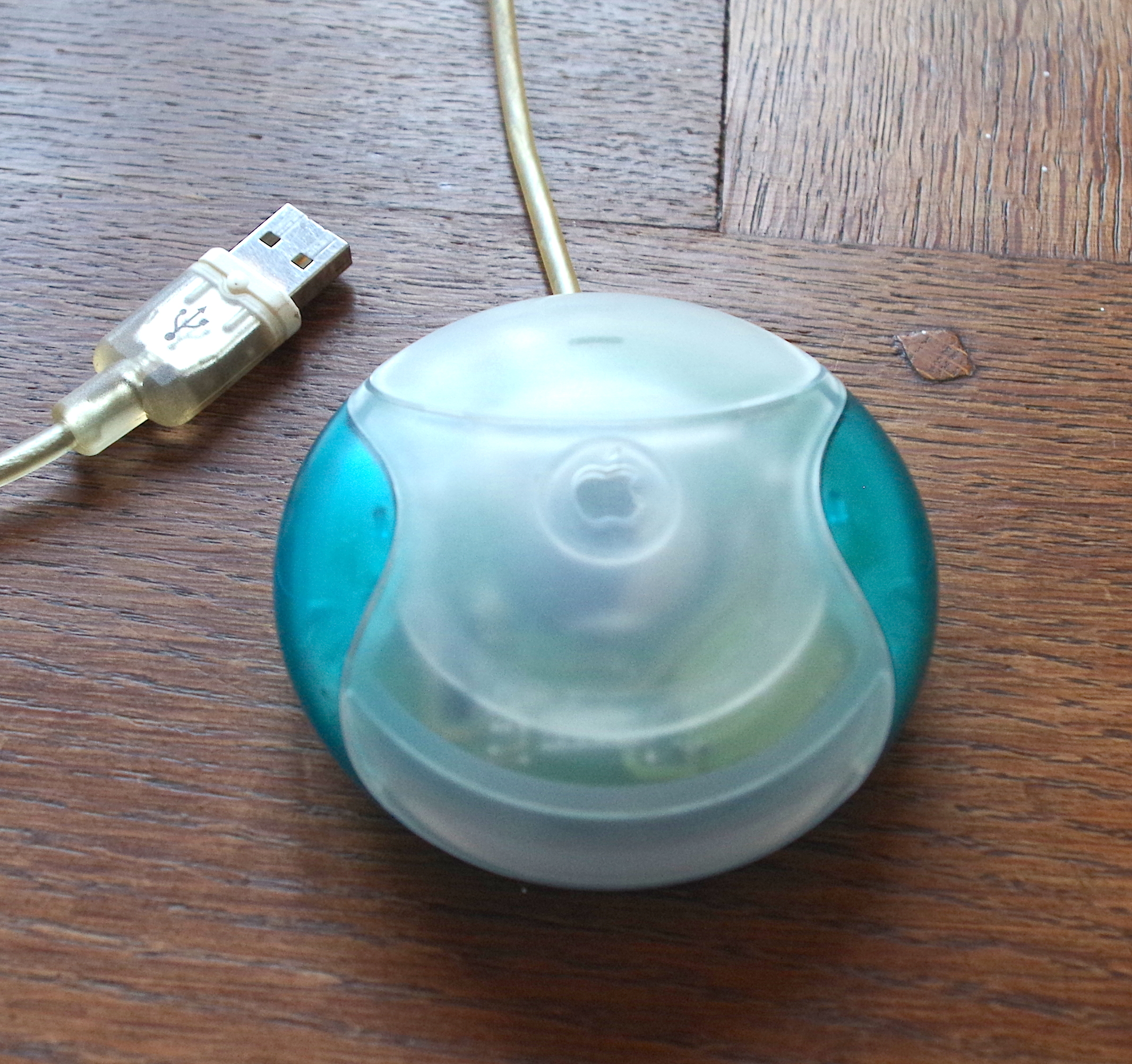
Apple USB Mouse

El Apple USB Mouse fue el primer ratón que utilizaba USB de Apple. Lanzado con el iMac en 1998 e incluido con todos los Mac de escritorio sucesivos durante los próximos dos años, el ratón USB redondo "Disco de hockey" es ampliamente considerado como uno de los peores errores de Apple. Marcando el cambio de ADB, el colorido ratón translúcido fue una desviación radical de sus predecesores, hasta convertirse en una bola cuya superficie de dos tonos revoloteaba más allá de los ojos del usuario mientras giraba bajo la carcasa translúcida del ratón.
Por muy elegante que sea, la forma redonda del ratón se considera torpe, debido a su pequeño tamaño y tendencia a rotar durante el uso. Esta fue una de las principales causas del éxito de los adaptadores ADB a USB, ya que permitieron el uso del ADB Mouse II más antiguo y más cómodo con esos iMac. Las revisiones posteriores incluyeron una muesca poco profunda en la parte frontal del botón único del mouse, pero esto no fue suficiente para evitar una avalancha de carcasas de terceros que se conectaban al mouse USB para darle la forma elíptica del ratón ADB.
Otro defecto introducido en el mouse USB de Apple, compartido en todas las ofertas de USB de Apple, es el cable atípicamente corto. Aunque estaba diseñado para usarse a través del concentrador integrado en los teclados de Apple (que a su vez tenían cables integrales más cortos desde la transición a USB, lo que finalmente llevó a Apple a agrupar cables de extensión solo para teclado con Mac de torre), la transición de Apple a USB coincidió con la reubicación de puertos en sus portátiles desde el centro hacia el borde izquierdo. Como ninguno de los ratones USB de Apple tiene cables de más de dos pies, no son prácticos para la mayoría de los usuarios diestros.

### Apple Pro Mouse
M5769

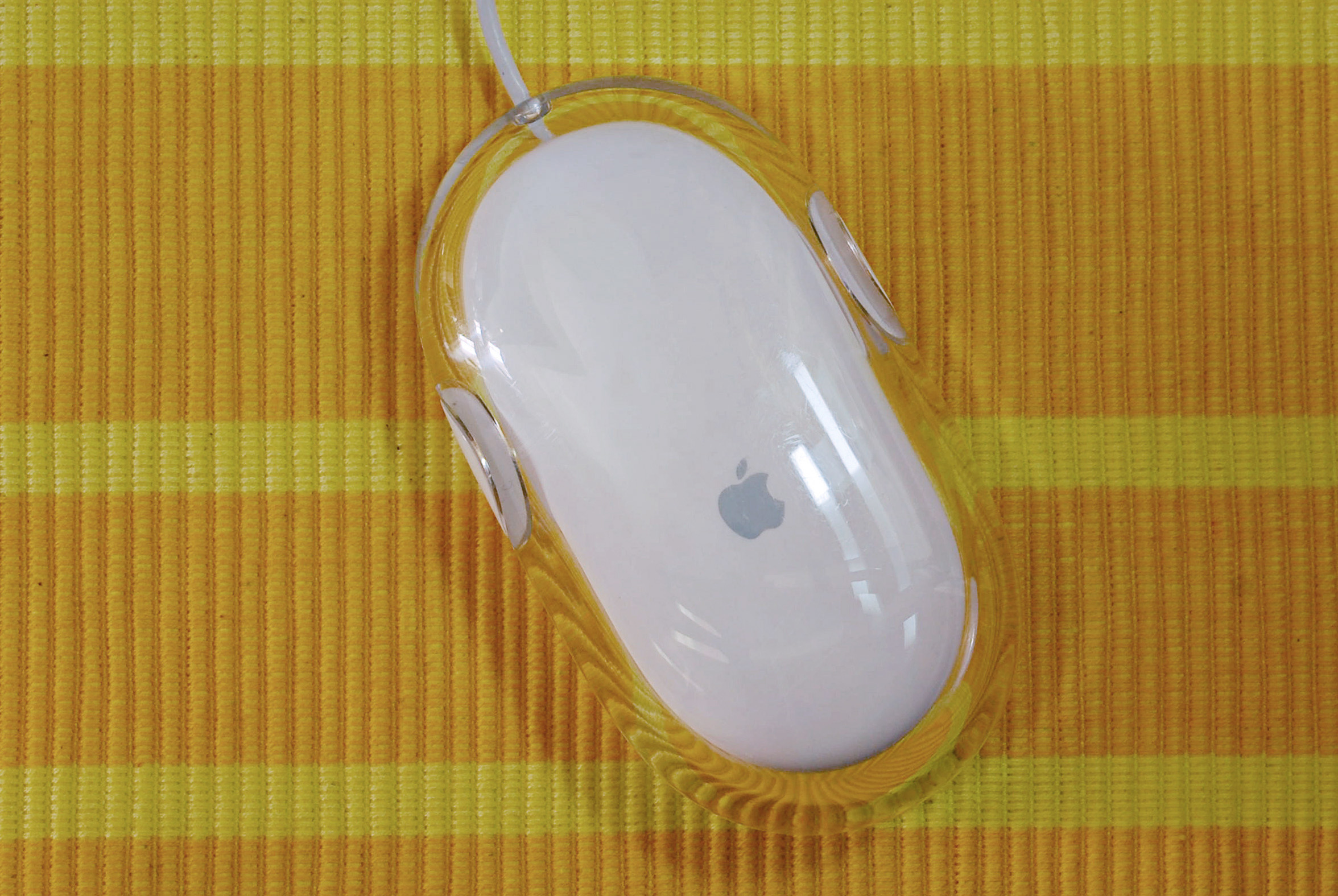
Apple Pro Mouse

En un alejamiento de los colores llamativos del iMac y en un regreso al estilo del diseño tradicional del ratón, en julio de 2000 Apple descontinuó el ratón USB y presentó el Pro Mouse completamente negro. Con un diseño similar al ratón ADB II, el Apple Pro Mouse negro estaba rodeado por una carcasa de plástico transparente. Después de recibir años de críticas por su continuación del mouse de un botón, Apple efectivamente invirtió el diseño de un ratón "normal" hacia abajo, con la apariencia elegante y sin rasgos distintivos que inspiró su denominación jocosa como "el primer ratón sin botones." 
Este fue el primer mouse de Apple en utilizar un LED para el seguimiento óptico de estado sólido en lugar de una pelota de goma. Se incluyó como el mouse estándar con todas las Mac de escritorio y luego estuvo disponible en blanco. Sin embargo, en mayo de 2003 se sometió a un rediseño menor, durante el cual se suspendió la versión en negro y Pro fue eliminado de su nombre.
Apple Mouse
Al igual que muchos productos anteriores (ver SuperDrive), Apple reutilizó el nombre Apple Mouse brevemente después de que se suspendió el Pro Mouse. En cuanto a los modelos recientes del Teclado Apple, Apple continuó usando el nombre de Apple Mouse para sus lanzamientos de modelos posteriores: el Apple Mighty Mouse de 2005 pasó a llamarse Apple Mouse alrededor de 2012.

### Apple Wireless Mouse

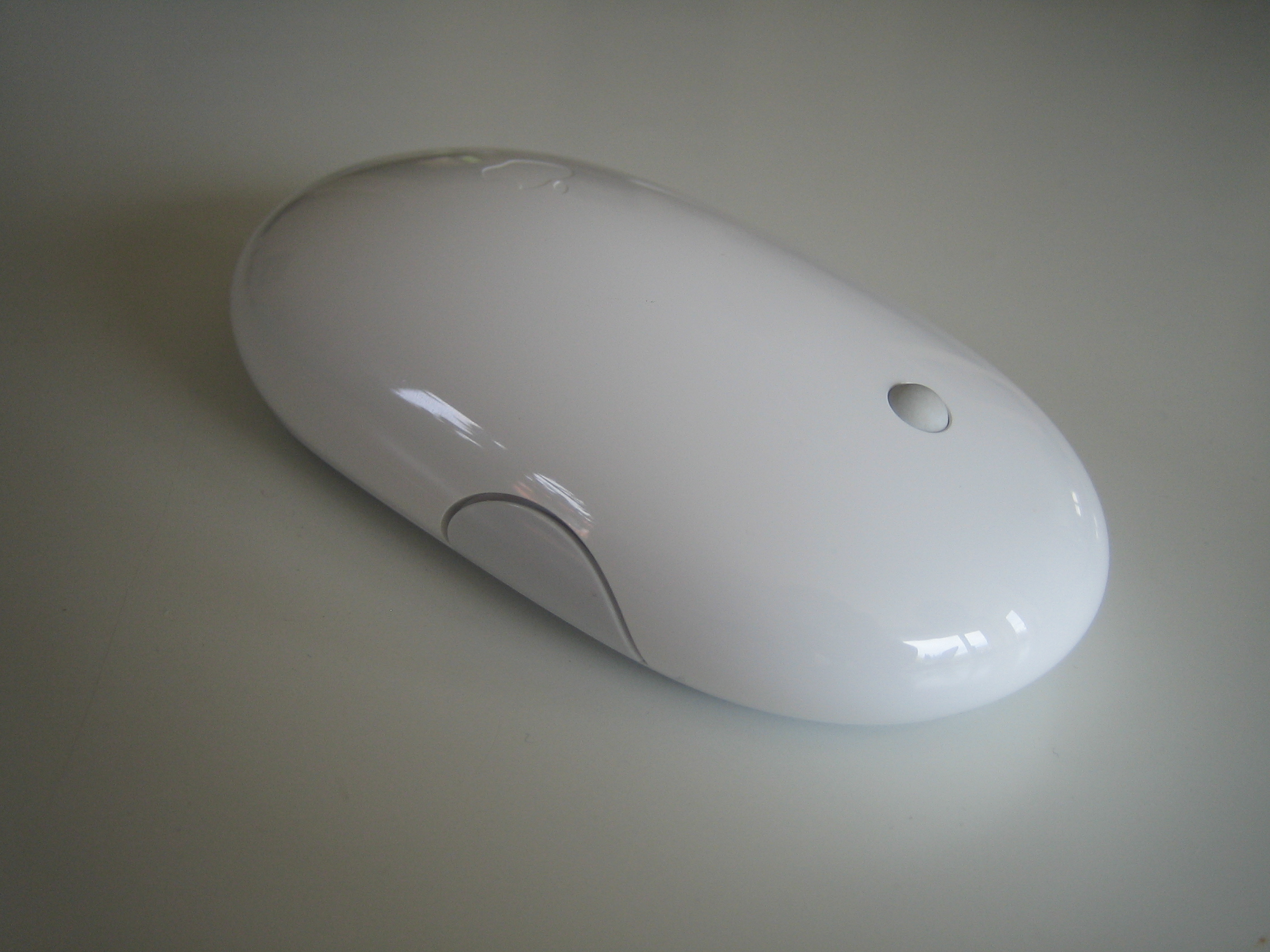
Mighty Mouse inalámbrico de Apple

Una versión inalámbrica opcional basada en Bluetooth del Apple Mouse en blanco, lanzada en 2003, fue el primer ratón inalámbrico de Apple. Combinado con las interfaces Bluetooth internas en las nuevas Mac, esto pasó por alto los cables aberrantemente cortos de sus parientes cableados para volver a hacer que los ratones de Apple sean utilizables para los propietarios de computadoras portátiles zurdos.

### Apple Mouse
Previamente incluido con todos los nuevos modelos de escritorio Macintosh, fue una desviación importante de la filosofía de un solo botón de Apple integrada en su diseño desde el Lisa. Este ratón se llamó Mighty Mouse, pero se le cambió el nombre a solo 'Apple Mouse' en 2009 debido a problemas legales con el nombre.
A1152
Bajo una presión cada vez mayor para vender un ratón genérico de dos botones con rueda de desplazamiento, Apple decidió desarrollar un ratón (en 2005) con controles capacitivos similares a un panel táctil en lugar de botones, y presentaba una pequeña bola de seguimiento integrada en lugar de una rueda de desplazamiento.
A1197
Un año después, se lanzó una versión inalámbrica opcional con el mismo nombre que su contraparte con cable.

### Apple Magic Mouse
A1296

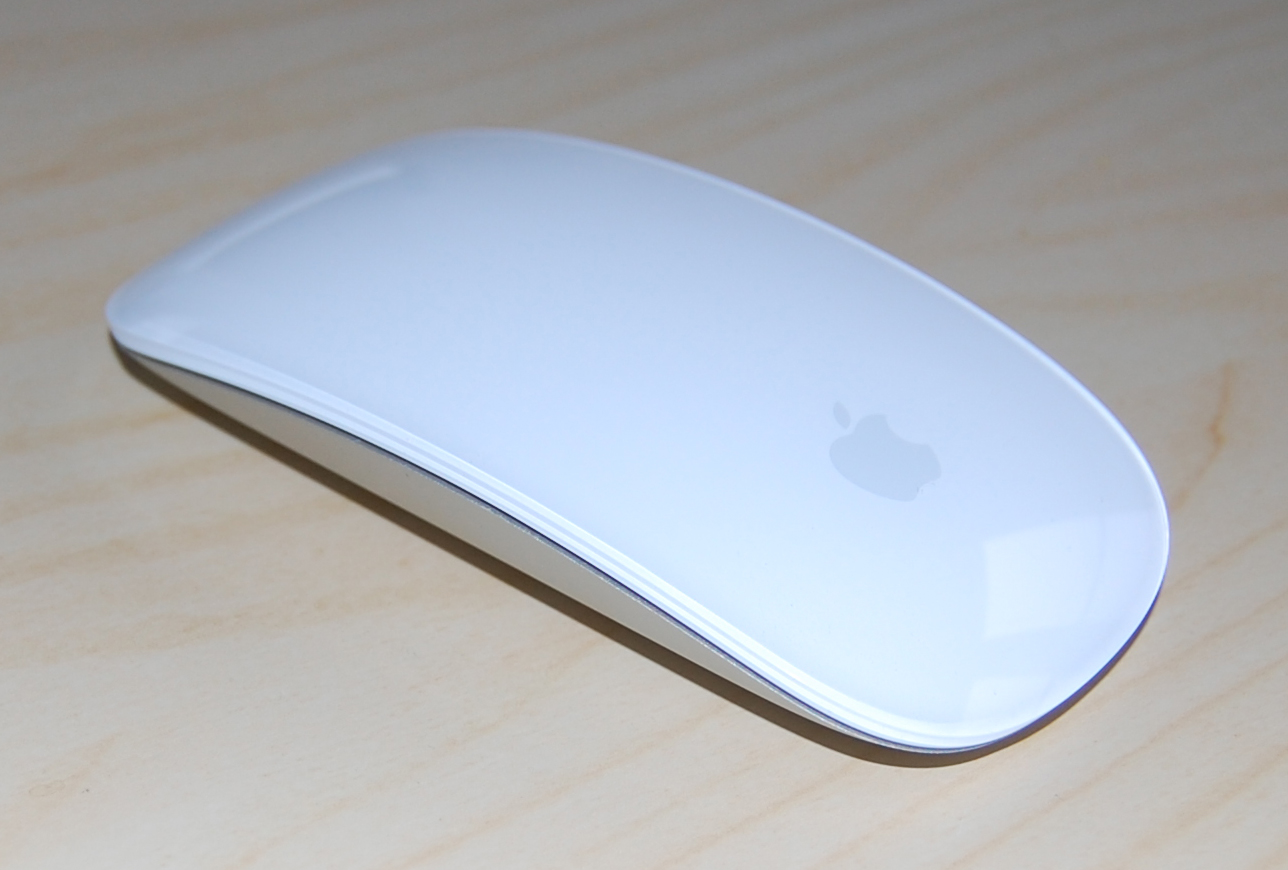
Apple Magic Mouse

Introducido el 20 de octubre de 2009 como reemplazo del Mighty Mouse inalámbrico. El Magic Mouse cuenta con controles de gestos multitáctiles similares a los que se encuentran en los trackpads del iPhone y el MacBook, capacidades inalámbricas de Bluetooth y seguimiento láser. El Mighty Mouse fue descontinuado cuando se lanzó el Magic Mouse.

### Magic Mouse 2
A1657
El 13 de octubre de 2015, Apple lanzó un Magic Mouse de segunda generación. Los dos modelos son casi idénticos, sin embargo, el Magic Mouse 2 funciona con una batería Li-Po recargable en lugar de baterías alcalinas AA desechables de 1,5 V. Esta batería se carga a través del conector Lightning, que se encuentra en la parte inferior del ratón. Esto significa que no se puede usar mientras se está cargando, una elección de diseño que provocó que la mayoría de los puntos de venta no lo recibieran bien. El Magic Mouse 2 se incluye con la línea actual de computadoras de escritorio de Apple (también se puede comprar por separado y usarse como accesorio con la línea de MacBook), el Magic Mouse original ha sido descontinuado. Más tarde, el Magic Mouse 2 pasó a llamarse simplemente Magic Mouse.

## Controladores sin ratón

### Paddles
"Apple Hand Controllers II" y "Apple Hand Controllers IIe, IIc" (A2M2001)
Estos paddles eran los controladores de juego originales de la marca Apple.

### Joysticks
"Apple Joystick IIe, IIc" (A2M2002)
Esencialmente un dispositivo de juego antes del ratón, el joystick podría usarse para muchas de las mismas funciones.

### Tabletas
Apple Graphics Tablet (A2M0029)
La tableta gráfica de Apple era una gran superficie plana cubierta con una cuadrícula y tenía un lápiz óptico adjunto. Lanzado para Apple II Plus y luego una versión modificada para Apple IIe.
Pippin Keyboard
Se proporcionó un accesorio de teclado opcional para Pippin, que tenía una tableta gráfica grande y un lápiz óptico en la mitad superior de su cuerpo con bisagras similar a una computadora portátil.

### Bolas de seguimiento

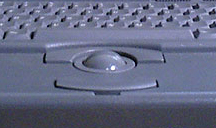
Bola de seguimiento PowerBook.

Macintosh Portable
El Macintosh Portable fue la primera máquina de Apple en usar un trackball, esencialmente un mouse de bola invertido del tamaño de la palma de la mano. El trackball era extraíble y podía colocarse a ambos lados del teclado, o retirarse e instalar un teclado numérico en su lugar.
PowerBook
La línea PowerBook redujo la trackball para que tuviera el tamaño de un pulgar e incluyó una en cada portátil desde 1991 hasta 1995, cuando se eliminó gradualmente a favor del panel táctil.
Controlador de Pippin
El Pippin, desarrollado por Apple, tenía un gamepad con trackball incorporado. Se hicieron versiones que se conectaban a través del conector ADB a prueba de niños AppleJack de Pippin, infrarrojos y ADB normal.

### Paneles táctiles
PowerBook/iBook/MacBook

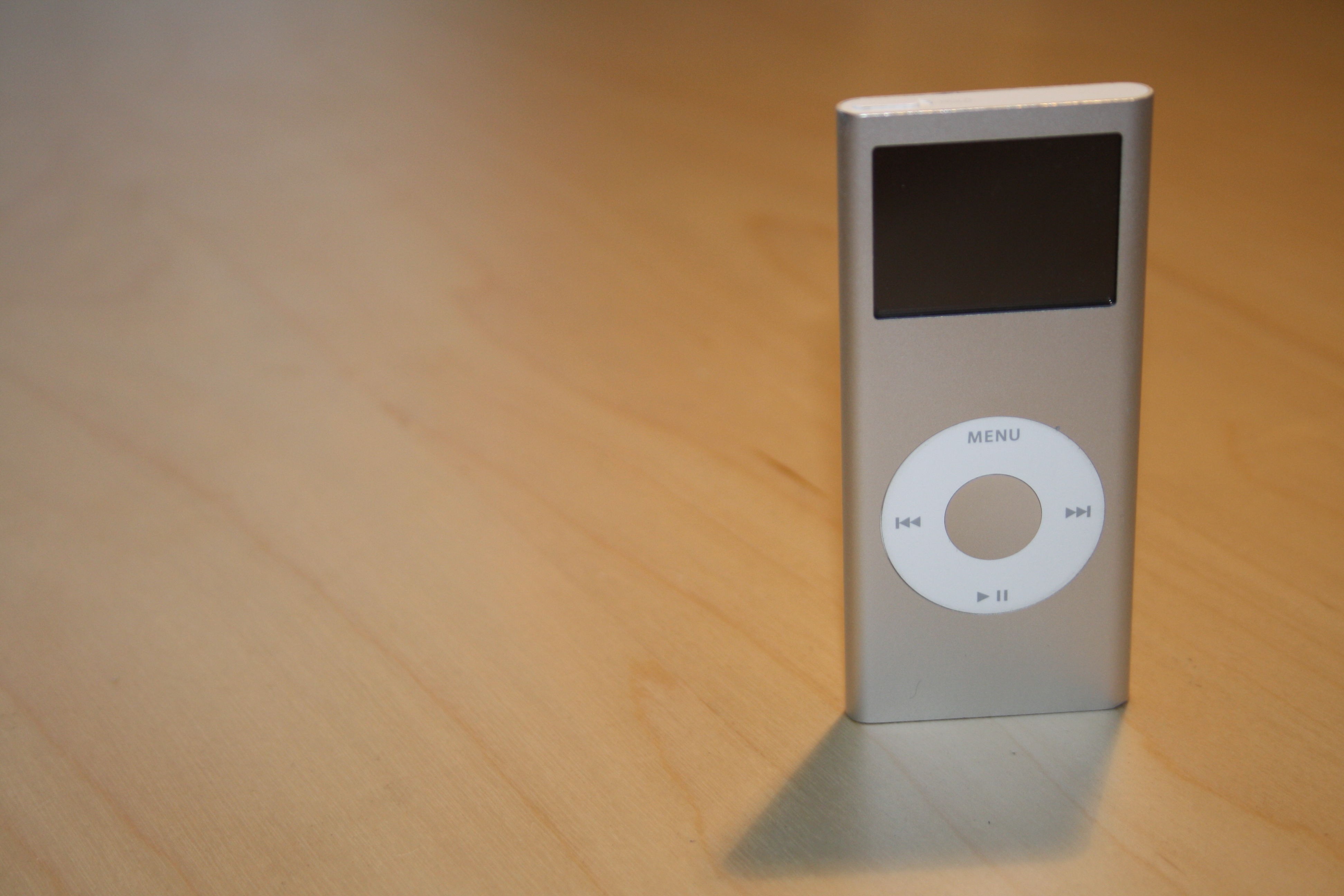
Una rueda de trackpad en un iPod Nano 2G.

 El "ratón" integrado en todos los portátiles de Apple desde 1995. El trackpad se ha modificado para que coincida con el color de la carcasa, tradicionalmente negro, se volvió blanco con el iBook y MacBook y aluminio con el PowerBook G4 y MacBook Pro. El MacBook Air introdujo un trackpad multitáctil con soporte de gestos, que desde entonces se ha extendido al resto de los productos portátiles de Apple. Al igual que los ratones de un solo botón de Apple, todos sus trackpads no tienen más de un botón (aunque algunos de los primeros PowerBooks tenían un segundo botón físico, era eléctricamente el mismo que el botón principal) también como los nuevos ratones de Apple, sus últimos trackpads, comenzando con los unibody MacBooks y MacBook Pros: botones físicos eliminados.
20.º Aniversario de Macintosh
El único Macintosh de escritorio que no requiere un ratón. En cambio, el 20.º Aniversario de Macintosh tiene un panel táctil que puede bloquearse en el reposamanos de su teclado.
iPod
Comenzando con el iPod 2G, la rueda de desplazamiento mecánica fue reemplazada por un trackpad en forma de rueda. A partir del iPod 3G, los botones de control de medios y el botón del menú también se diseñaron para ser sensibles al tacto. En el iPod 4G y posteriores, tiene los botones de control de medios y el botón de menú integrados (eliminando los botones de control de medios sensibles al tacto y el botón del menú).
Magic Trackpad

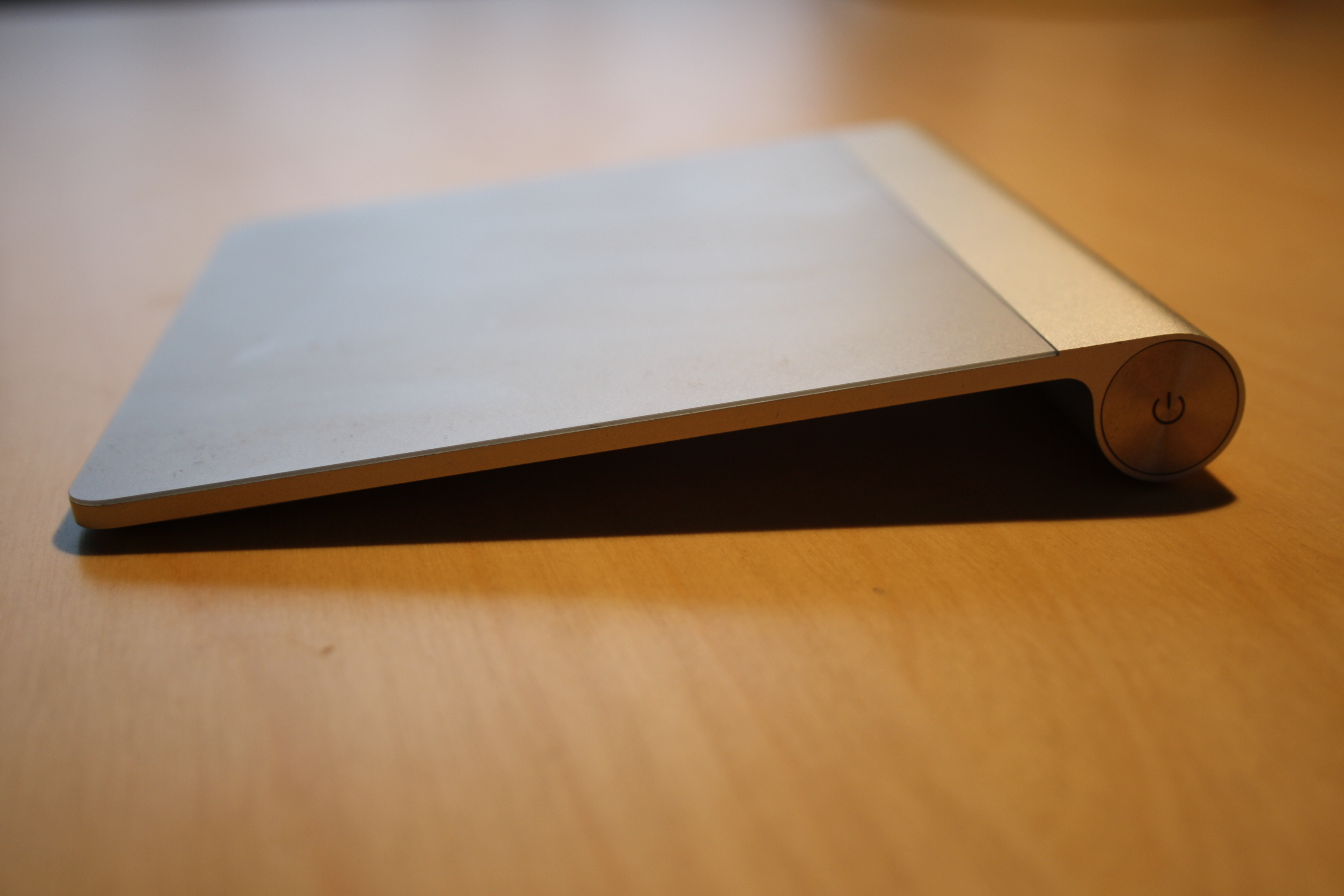
El Magic Trackpad de Apple.

A finales de julio de 2010, Apple lanzó su primer trackpad externo inalámbrico. Un 80% más grande que los trackpads de MacBook de la época, coincide con el perfil final del teclado Apple Wireless. Se suspendió cuando se lanzó el Magic Trackpad 2.
Magic Trackpad 2
El 13 de octubre de 2015, Apple lanzó un Trackpad de segunda generación con tecnología Force Touch y carga a través de un conector Lightning. Es una alternativa al Magic Mouse y actualmente se puede elegir como el dispositivo señalador incluido (ya sea reemplazando el Magic Mouse o integrándose junto con él) como una opción de fabricación a pedido con la línea de computadoras de escritorio de Apple (para Mac Mini, se envía junto con él en su caja minorista estándar ya que el Mac Mini no viene con ningún accesorio como estándar). También se puede pedir por separado. Más tarde, el Magic Mouse 2 pasó a llamarse simplemente Magic Mouse.
Magic Keyboard para iPad
El 22 de abril de 2020, Apple lanzó un accesorio para iPad que combinaba el Magic Keyboard y el Trackpad multitáctil con un estuche para protección delantera y trasera.

### Pantallas táctiles
Newton/eMate
En 1993, Apple Newton usó una pantalla táctil de precisión que requería un objeto rígido y moderadamente afilado para la entrada, como una uña o su lápiz óptico incluido. La interacción de la pantalla táctil de Newton era equivalente a una simple tableta gráfica y se usó para afectar lo que finalmente se convirtió en el sistema de reconocimiento de escritura a mano más elogiado del mercado. Esta tecnología eventualmente llegó a Macintosh en la forma de la función Inkwell de MacOS 10.2.
iPod touch / iPhone / iPad / iPod nano
El iPad, el iPhone y el iPod touch incorporan pantallas multitáctiles para las interfaces basadas en gestos de iOS.
- Datos: Q4781198
- Multimedia: Apple Inc. mice / Q4781198